# Амит, Осман
Осма́н Ами́т (крымскотат. Osman Amit; 28 февраля 1910, Дениз-Байчи, Таврическая губерния — 17 марта 1942, Саки, Крымская АССР) — советский крымскотатарский писатель, переводчик. Расстрелян во время Великой Отечественной войны.

## Биография
Родился 28 февраля 1910 года в деревне Дениз-Байчи. В 1921 году, когда Осману было 11 лет, скончались его родители.
В 1923 году окончил начальную школу и поступил в Симферопольскую образцовую среднюю школу. В 1928 году становится студентом факультета крымскотатарского языка и литературы Крымского педагогического института. По окончании института в 1932 году работал в газете «Яш къувет» («Молодая сила»), журналах «Яш ленинджилер» («Молодые ленинцы») и «Эдебият ве культура» («Литература и культура»). Являлся литературным консультантом в Союзе писателей Крымской АССР.
Сборники его стихов «Биринджи баразна» («Первая борозда») и «Меним баарим» («Моя весна») публиковались в 1933 и 1941 годах соответственно. Разработал учебники по крымскотатарскому языку — «Тиль ве язы инкишафы дерслиги» («Учебник языка и правописания») и «Буюклер элифбеси» («Букварь для взрослых»). Собирал крымскотатарский фольклор. Работал над поэмой «Сеит огълы Сейдамет», которую не успел закончить из-за начала Великой Отечественной войны. Его сборник стихов «Меним кучюк достларыма» («Моим маленьким друзьям») был сдан в печать, однако не был напечатан из-за начала войны. Перевёл на крымскотатарский роман Михаила Лермонтова «Герой нашего времени», «Сказку о рыбаке и рыбке» Александра Пушкина и ряд произведений Ивана Крылова и Тараса Шевченко.
После начала Великой Отечественной войны являлся подпольщиком в деревне Джага-Кущу, где был директором местной школы. Из-за раскрытия подпольщиков был арестован и расстрелян фашистами 17 марта 1942 года в Саках.
В 1970 году его произведения были напечатаны в Ташкенте в сборнике «Он экилернинъ хатиреси» («Память о двенадцати»). В 1972 году супруга и сын Амита издали сборник его стихов «Челик давушы». В 1985 году был опубликован его перевод «Сказки о рыбаке и рыбке» Пушкина. В журнале «Йылдыз» в честь восьмидесятилетия Амита в 1990 году были опубликованы четыре его стихотворения «Бадем багъчасы» (1933), «Баарь» (1936), «Ватаным меним» (1938) и «Джапалакълап памукъ къарлар джавды сырттан…» (1939).

## Память
Именем Османа Амита названы улицы в микрорайоне Исмаил-Бей города Евпатории и городе Саки.

## Семья
Супруга — Зулейха Амитова. Сын — писатель Эмиль Амит (1938—2002).